# Eskinder Nega

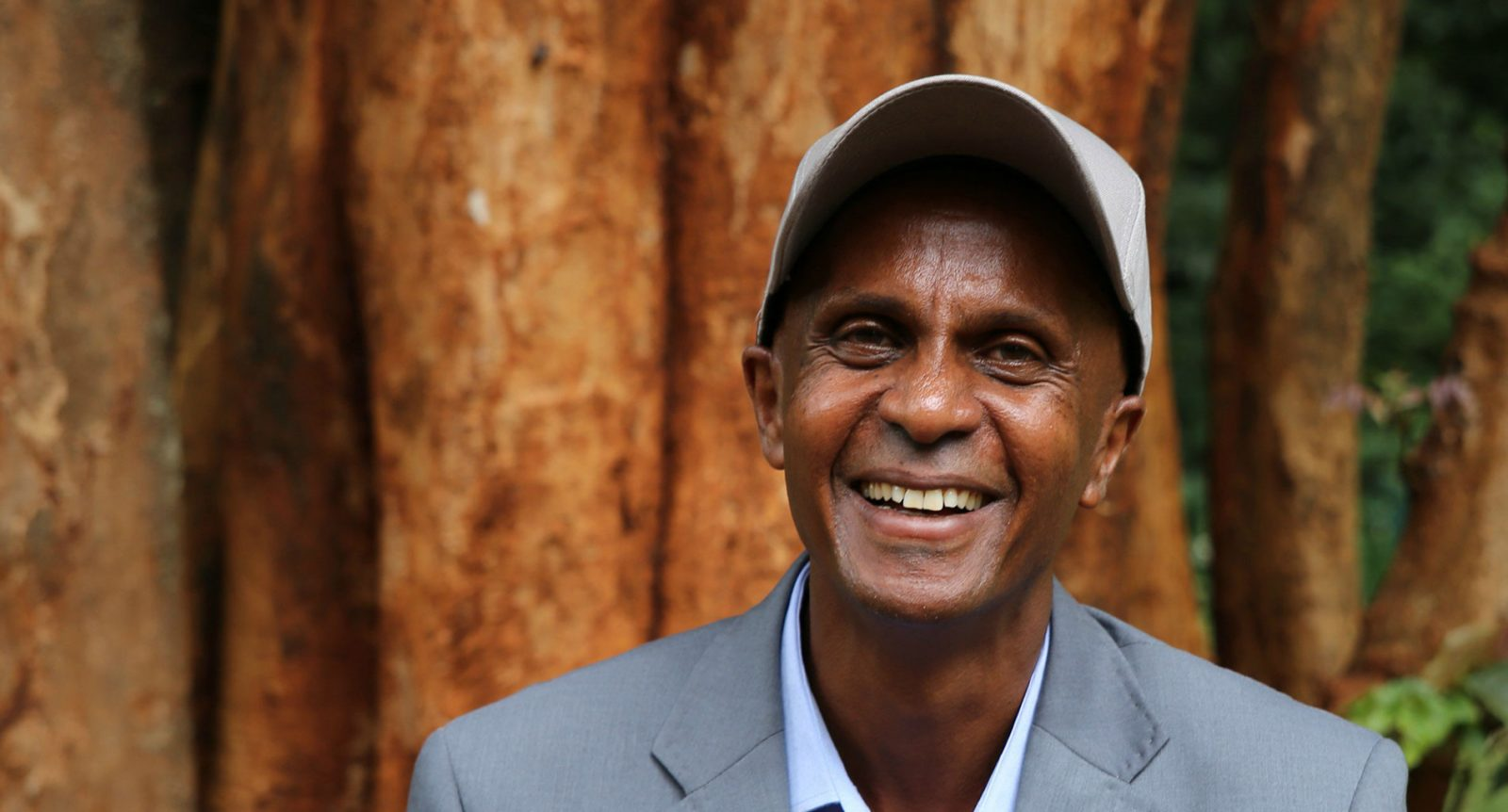
Eskinder Nega en 2018

Eskinder Nega (* 1968) ist ein äthiopischer Journalist, der sich seit 1993 für das Recht auf freie Meinungsäußerung und Pressefreiheit in Äthiopien eingesetzt hat, ehe er im Jahr 2012 zu 18 Jahren Haft verurteilt wurde. Nach sieben Jahren in Haft wurde er von der Regierung begnadigt und freigelassen.

## Leben
Nega Eskinder wurde als Sohn eines Dozenten der Rutgers University und einer Dozentin der American University of Beirut geboren. Die Eltern trennten sich und Nega lebte bei seiner Mutter, die eine Klinik in Äthiopien aufbaute. Er ging auf die Sandford School in Addis Ababa. In den 1980ern ging er in die USA, besuchte ein College und studierte Economics an der American University.

## Verurteilung wegen Landesverrats
Nachdem sich nach den äthiopischen Parlamentswahlen am 15. Mai 2005 im gesamten Land abzeichnete, dass die regierende Revolutionäre Demokratische Front der Äthiopischen Völker die Wahl verlieren würde, wurde die offizielle Stimmenzählung durch die Regierung gestoppt, die sich daraufhin selbst zum Wahlsieger erklärte. Die Opposition warf der Regierung Wahlfälschung vor, was dazu führte, dass Regierungschef Meles Zenawi landesweit ein einmonatiges Versammlungsverbot ankündigte und Ausgangssperren verhängte.
Am 28. November 2005 wurde Eskinder Nega zusammen mit seiner Ehefrau Serkalem Fasil und 129 anderen Journalisten und oppositionellen Politikern wegen Landesverrats verhaftet, nachdem er sich an Demonstrationen gegen die amtierende Regierung beteiligt hatte. Neben verfassungswidrigen Gewalttaten wurde ihm Anstiftung zur bewaffneten Verschwörung vorgeworfen, weshalb er zum Tode verurteilt werden könnte. Amnesty International hat ihn daraufhin zum politischen Gefangenen erklärt.
Obwohl er schuldig gesprochen wurde, wurde Eskinder Nega Ende 2007 nach 17-monatiger Haft vom Präsidenten begnadigt.

## Verurteilung wegen terroristischer Vergehen
Im September 2011 kritisierte Eskinder Nega bei einer oppositionellen Veranstaltung öffentlich die Pressefreiheit in Äthiopien und stellte zur Diskussion, ob der Arabische Frühling auch auf Äthiopien übergreifen könnte. Zudem beanstandete er in einem Artikel, dass Antiterrorgesetze zur Unterdrückung von Regierungskritikern eingesetzt würden. Am 14. September 2011 wurde Eskinder Nega zum achten Mal verhaftet. Ihm und 23 weiteren Menschen wurden terroristische Aktivitäten vorgeworfen. Ministerpräsident Meles Zenawi erklärte die Angeklagten im staatlichen Fernsehen bereits zu Beginn des Gerichtsverfahren für schuldig, wodurch er das Gericht unter Druck setzte, diese zu verurteilen. Am 13. Juli 2012 wurde er zu 18 Jahren Haft verurteilt. 2018 nach sieben Jahren im Gefängnis wurde Eskinder Nega von der äthiopischen Regierung begnadigt und ohne weitere Auflagen freigelassen.
Im Juni 2020 wurde Nega während der Unruhen in Hachalu Hundessa erneut verhaftet, angeblich weil er Gewalt und Chaos angestiftet hätte.
Am 7. Januar 2022, während der äthiopischen Weihnachtszeit, wurde Eskinder Nega nach eineinhalb Jahren Gefängnis freigelassen.

## Auszeichnungen
Am 1. Mai 2012 wurde Eskinder Nega von PEN America mit dem Barbara Goldsmith Freedom to Write Award ausgezeichnet; er sei ein tapferer und bewundernswerter Journalist, der sich kritischen Themen angenommen hat, obwohl er wusste, dass ihn dies in Lebensgefahr bringen könnte.